# جاكي فولتون
جاكي فولتون (بالإنجليزية: George Hines)‏ هو مصارع محترف أمريكي، ولد في 1 يونيو 1963 في تشيليكوث في الولايات المتحدة.

## وصلات خارجية
- جاكي فولتون على موقع CageMatch worker (الإنجليزية)

- جاكي فولتون على موقع IMDb (الإنجليزية)